# فيصل الرياحي
فيصل بن منصور بن عتيق بن غفلان الرياحي البقمي (1959م - 2009م) شاعر محاورة وعرضة شعبي، اشتهر بالمحاورات مع عدد من الشعراء المعروفين.

## النشأة والبدايات
- ولد وتربى على يد عمه الشيخ مهل بن عتيق الرياحي بعد وفاة أبيه الشيخ منصور ابن عتيق الرياحي في 10 يناير 1959 الموافق 1 رجب 1378 هـ قرض الشعر وعمره 12 عاما ثم تطورت موهبته عامآ بعد عام. دخل مجال شعر المحاورة عام 1974 - 1394، والتحق بالحرس الملكي عام 1975 - 1395 هـ وعمل بة حتى قدم استقالته وهو برتبة عريف عام 1981 - 1401هـ، ثم عمل بوزارة الشئون البلدية والقروية حتى عام 1993 - 1412هـ ثم عين رئيساً لمركز نخال، ثم عين رئيساً لمركز الخيالة إلى أن توفاه الله.
- ولعب مع عدة شعراء في مدينة تربة مثل الشاعر نماس منيف البقمي، وسلطان مهدي البقمي، ومناحي سويلم البقمي وغيرهم. ثم لعب مع بعض الشعراء في مدينة الرياض أثناء عمله بالحرس الملكي، ومنهم على سبيل المثال جهيم الذيابي، وسعيد بن حنس الذيابي، وحامد المقاطي ومفرس بن فارس البقمي، وهذال العصيمي وغيرهم الكثير من الشعراء.
- ثم تقابل مع شعراء المنطقة الغربية عام 1401هـ وكان أول لقاءاته مع الشعراء محمد بن تويم، وهلال السيالي في حي معشي بالطائف. ثم تقابل مع الشعراء مطلق الثبيتي ورشيد الزلامي، وكانت ليالي مشهودة في قرية السديرة الواقعة شرق الطائف، ثم تقابل مع الشعراء مستور العصيمي وصياف الحربي بالطائف أيضاً ودارت بينهم محاورات. وبعد ذلك حضر مع الشعراء في (ليالي المغترة) التي يرعاها الأمير فيصل بن خالد بن عبد العزيز آل سعود. كما أن له قصائد كثيرة في أغراض الشعر الأخرى. نظم قصيدة بلغ عدد أبياتها 1000 بيت ويطلق عليها الجمهور (الملحمة الشعرية الكبرى).
- له مساهمات شعرية ونثرية في الصحافة.
- استضيف في برنامج (أحلى الليالي) مع المذيع سعيد اليامي وكان نجم البرنامج إلى جانب الشاعر محمد بن حوقان المالكي.
- أقيمت له عدة أمسيات شعرية الأولى وكانت في محافظة تربة، والأخرى في مدينة جدة أقامها لة فرع جمعية الثقافة والفنون بجدة إلى جانب الشعراء عبد الواحد الزهراني والشاعر محمد بن سعيد الذويبي وكانت من أنجح الأمسيات.[2]

## شعراء حاورهم
- بكر الحضرمي
- عبدالله بن شايق
- مستور العصيمي
- رشيد الزلامي
- صياف الحربي
- حبيب العازمي
- محمد المسعودي
- محمد السناني
- تركي الميزاني
- عبدالله العير المطيري
- فريج الرياحي
- مطلق الثبيتي
- عبد الله المطرفي
- سلطان الهاجري
- عمر الخالدي
- جار الله السواط

وغيرهم من شعراء المحاورة والعرضة.

## الجوائز
نال مجموعة من الدروع التذكارية وشهادات التقدير والشكر من عدة جهات شعبية وحكومية، وكان من أبرزها درع تكريم من الأمير فيصل بن خالد بن عبد العزيز آل سعود، تكريما له لمشاركته الفعالة في نجاح برنامج (شاعر المعنى)، وشهادة تقدير من الأمير محمد بن سعود بن عبد العزيز أمير منطقة الباحة (السابق)، وحصل على لقب ودرع أفضل شاعر رد (محاورة) في المنطقة الغربية من مؤسسات الجحدلي بجدة عام 1994 - 1414هـ.

## وفاته
توفي فجر يوم السبت 3 يناير 2009 الموافق 6 محرم 1430هـ عن عمر يناهز 49 عاما إثر حادث مروري بالقرب من محافظة الخرمة وكان عائداً من حفل في العاصمة الرياض برفقة ابن شقيقه منصور الرياحي الذي يقود السيارة والشاعر طامي بن سعد بن عجيان المرزوقي البقمي، اللّذَيْن أصيبا بإصابات متفرقة.

## وصلات خارجية
- غفوة السائق تقتل الشاعر فيصل الرياحي
- ديوان الشاعر : فيصل الرياحي